# مسجد السريحة
مسجد السريحة أحد المساجد التاريخية في الدرعية بالمملكة العربية السعودية، يعود تاريخ بناءه إلى تاريخ نشوء حي السريحة بالدرعية عام 1122هـالموافق 1710م.، تم تجديده مرتان المرة الأولى قبل نصف قرن، والمرة الثانية كانت في عام 2017، ضمن برنامج إعمار المساجد التاريخية في السعودية، الذي تشرف عليه الهيئة العامة للسياحة والتراث الوطني.

## البناء
ذكر المسجد المؤرخ راشد بن محمد بن عساكر في كتيب عن المساجد والأوقاف القديمة، وأضاف: توجد خلوة أرضية في الجهة الشرقية من مسجد السريحة ومفروضة بالحصباء (الحجارة الصغيرة)، استقطعت لاحقًا على يد عبدالله بن عبيد مشرف المسجد لتكون الخلوة مخصصة للصلاة خلال فصل الشتاء. يحمل كل مصباح سبعة أعمدة، ليصبح المجموع 21 عامود، يبلغ ارتفاع المسجد ثمانية أمتار.

## موقعه
يقع المسجد في منطقة الرياض بالدرعية التاريخية، تحديدًا في الجهة الشرقية لوادي حنيفة، مقابلًا من الجهة الشرقية الشمالية لحي الطريف.